# Colin Nish
Colin Nish (* 7. März 1981 in Edinburgh) ist ein ehemaliger schottischer Fußballspieler.
Als Kind war Nish Fan von Hibernian Edinburgh, dem Verein aus seiner Heimatstadt, doch seine erste Station in seiner Profikarriere war 1997 Dunfermline Athletic. Zweimal wurde er kurzzeitig hintereinander an Alloa Athletic verliehen und einmal an den FC Clyde. 2003 erfolgte dann der Wechsel zum FC Kilmarnock. Anfangs hatte Nish Schwierigkeiten sich in der Stammelf durchzusetzen, doch nach dem Weggang von Kris Boyd im Jahr 2005 konnte sich Nish schließlich in der ersten Mannschaft etablieren. Im Oktober 2007 wurde Nish ein neues Vertragsangebot seitens des FC Kilmarnock vorgelegt, das er jedoch ablehnte. Im Januar 2008 wechselte er dann zu Hibernian Edinburgh. Am 9. Februar des Jahres gab er beim 1:1-Unentschieden gegen Dundee United sein Debüt für seinen neuen Arbeitgeber. Am 13. Februar schoss er gegen FC Gretna sein erstes Tor für die Hibs. Nach mehreren Vereinswechseln beendete er 2016 seine aktive Laufbahn.